# Rainer Osselmann
Rainer Osselmann (Duisburg, 25 luglio 1960 – Amtzell, 23 aprile 2023) è stato un pallanuotista tedesco, vincitore di una medaglia di bronzo alle olimpiadi di Los Angeles 1984, di due ori europei e di un bronzo mondiale. Con il  Duisburg, unica squadra della sua carriera, vinse una Coppa di Germania.
Era figlio della nuotatrice olimpica Birgit Klomp e del pallanuotista Friedhelm Osselmann.